# خیلی زیاد، خیلی زود
خیلی زیاد، خیلی زود (انگلیسی: Too Much, Too Soon) فیلمی به کارگردانی آرت ناپلئون محصول سال ۱۹۵۸ است. دوروتی مالون و ارول فلین از بازیگران این فیلم هستند.